# Hall of Fame Open 2022
L'Hall of Fame Open 2022, anche conosciuto come Hall of Fame Open for The Van Alen Cup per motivi di sponsorizzazione, è stato un torneo maschile di tennis che si gioca sull'erba. È stata la 46ª edizione dell'Hall of Fame Tennis Championships, che fa parte della categoria ATP Tour 250 nell'ambito dell'ATP Tour 2022. Il torneo si è disputato all'International Tennis Hall of Fame di Newport dal 10 al 17 luglio 2022.

## Partecipanti

### Teste di serie
| Nazionalità | Giocatrice            | Ranking* | Testa di serie |
| ----------- | --------------------- | -------- | -------------- |
| Canada      | Félix Auger-Aliassime | 9        | 1              |
| Stati Uniti | John Isner            | 24       | 2              |
| Kazakistan  | Aleksandr Bublik      | 38       | 3              |
| Stati Uniti | Maxime Cressy         | 45       | 4              |
| Francia     | Benjamin Bonzi        | 47       | 5              |
| Regno Unito | Andy Murray           | 52       | 6              |
| Rep. Ceca   | Jiří Veselý           | 68       | 7              |
| Australia   | James Duckworth       | 74       | 8              |

* Ranking al 28 giugno 2022.

### Altri partecipanti
I seguenti giocatori hanno ricevuto una wildcard per il tabellone principale:
- Félix Auger-Aliassime
- Andy Murray
- Max Purcell

I seguenti giocatori sono entrati in tabellone passando dalle qualificazioni:

- William Blumberg
- Liam Broady
- Mitchell Krueger
- Christopher Eubanks

### Ritiri
Prima del torneo
- Jenson Brooksby → sostituito da  Stefan Kozlov
- Jack Draper → sostituito da  Tim van Rijthoven
- Il'ja Ivaška → sostituito da  Feliciano López
- Denis Kudla → sostituito da  Jack Sock

## Partecipanti al doppio

### Teste di serie
| Nazione     | Giocatore         | Nazione     | Giocatore       | Ranking* | Testa di serie |
| ----------- | ----------------- | ----------- | --------------- | -------- | -------------- |
| Sudafrica   | Raven Klaasen     | Brasile     | Marcelo Melo    | 92       | 1              |
| Messico     | Hans Hach Verdugo | Stati Uniti | Hunter Reese    | 135      | 2              |
| Stati Uniti | Nathaniel Lammons | Stati Uniti | Jackson Withrow | 163      | 3              |
| Stati Uniti | William Blumberg  | Stati Uniti | Steve Johnson   | 165      | 4              |

* Ranking al 28 giugno 2022.

### Altri partecipanti
Le seguenti coppie di giocatori hanno ricevuto una wildcard per il tabellone principale:
- Félix Auger-Aliassime /  Benjamin Bonzi
- Richard Ciamarra /  Sam Querrey

### Ritiri
Prima del torneo
- Maxime Cressy /  Marc-Andrea Hüsler → sostituiti da  Max Schnur /  Artem Sitak
- Matthew Ebden /  Max Purcell → sostituiti da  Max Purcell /  Tim van Rijthoven
- William Blumberg /  Jack Sock → sostituiti da  William Blumberg /  Steve Johnson
- Treat Conrad Huey /  Denis Kudla → sostituiti da  Radu Albot /  Treat Conrad Huey
- Sadio Doumbia /  Fabien Reboul → sostituiti da  Nicholas Monroe /  Fabien Reboul

## Campioni

### Singolare
Maxime Cressy ha sconfitto in finale  Aleksandr Bublik con il punteggio di 2-6, 6-3, 7-6(3).
- È il primo titolo in carriera per Cressy.

### Doppio
William Blumberg /  Steve Johnson hanno sconfitto in finale  Raven Klaasen /  Marcelo Melo con il punteggio di 6-4, 7-5.